# 别帖木儿 (汾阳王)
別帖木兒（13世纪?—14世纪?），元朝宗室，是元太宗窝阔台的曾孙，阔端的孙子，曲列魯大王的儿子。
1282年四月丙午，元世祖收諸王別帖木兒总軍銀印。1299年正月，元成宗追收別帖木兒（別鐵木而）、脫脫合兒魯行軍印。1313年九月，元仁宗賜諸王別鐵木兒永昌路及西涼州田租。1317年闰正月辛卯，封別鐵木兒為汾陽王。1318年三月，置汾陽王別鐵木兒王傅四員。別帖木兒之子也速也不干，封为荆王。也速也不干之子脫火赤、脱脱木儿皆襲荊王。

## 延伸阅读
[在维基数据编辑]
 《新元史/卷111》，出自柯劭忞《新元史》